# Astragalus dissectus
Astragalus dissectus es una especie de planta del género Astragalus, de la familia de las leguminosas, orden Fabales.

## Distribución
Astragalus dissectus se distribuye por Turkmenistán, Uzbekistán (Kashkadarinskaya) y Tayikistán (Dushanbe).

## Taxonomía
Fue descrita científicamente por B. Fedtsch. & Ivanova. Fue publicada en Trudy Tadzhikistanskoi Bazy 2: 148 (1936).
Sinonimia
- Astragalus tenuispina A. Boriss.
Astragalus proxima A. Boriss.
Astragalus kuhitangi Nevski
Astragalus hilariae Boriss.
Astragalus dissecta (B. Fedtsch. & Ivanova) Boriss.
Astragalus devia Boriss.
Astragalus chionocalyx Nevski
Astragalus munitus Boriss.
Astragalus kuhitangi (Nevski) Sirj.
Astragalus hilariae (Boriss.) Sirj.
Astragalus devius (A. Boriss.) A. Boriss.
Astragalus chionocalyx (Nevski) Boriss.
Astragalus tenuispina (Boriss.) Czerep.
Astragalus kuhitangi (Nevski) D. Podl.
Astragalus hilariae (Boriss.) S. K. Czerepanov
Astragalus dissecta (B. Fedtsch. & Ivanova) D. Podl.
Astragalus devia (Boriss.) S. K. Czerepanov
Astragalus chionocalyx (Nevski) S. K. Czerepanov